# Coca amb tonyina
La Coca amb tonyina, també anomenada Coca de Sant Joan, és una coca tapada salada típica del sud del País Valencià, i més concretament de l'Alacantí, on se'n menja la Nit de Sant Joan. La coca amb tonyina va acompanyada de bacores. La tradició ens diu que se'n feia el 21 de juny com a premi, acompanyada amb el vi com a beguda, per qui ajuda a la "plantà" de les fogueres. Els principals ingredients són la farina, l'aigua o vi blanc, l'oli, sal i tonyina, però també és habitual posar-hi ceba, pebrera, anís, tomaca i pinyons.
A la Marina Baixa, esta coca tapada rep el nom de coca farcida i és típica en qualsevol "picaeta". Es prepara amb una massa de farina escaldada en oli i aigua bullent i entre les dues capes de massa se li afegeix una fritanga o samfaina feta de tomaca, ceba i tonyina de sorra, esta última pot substituir-se per trossets d'ou dur.